# Menjagrà cuabarrat
El menjagrà cuabarrat (Catamenia analis) és un ocell de la família dels tràupids (Thraupidae).

## Hàbitat i distribució
Habita vessants amb matolls o pedres, séquies de reg, zones amb males herbes a les muntanyes des de Colòmbia, cap al sud, a través dels Andes de l'Equador, Perú i Bolívia fins al nord de Xile i nord-oest de l'Argentina.